# Boże Narodzenie (obraz El Greca z Illescas)
Boże Narodzenie – obraz autorstwa hiszpańskiego malarza pochodzenia greckiego Dominikosa Theotokopulosa, znanego jako El Greco.
Obraz był jednym z pięciu ocalonych obrazów ozdabiających kościół parafialny w Illescas. Na początku XVI wieku El Greco i jego syn Jorge Manuel otrzymali zamówienie na ozdobienie kościoła parafialnego. Mieli wykonać pięć drewnianych ołtarzy z dwoma naturalnej wielkości posągami proroków Symeona i Izajasza, rzeźbione tabernakulum i obrazy. Większość ozdób zaginęła w 1936 roku podczas wojny domowej. Ocalały jedynie obrazy: Zwiastowanie, Boże Narodzenie, Madonna Miłosierna, Święty Ildefons i Koronacja Matki Bożej ukryte w Madrycie w podziemiach budynku Narodowego Banku Hiszpanii.

## Opis obrazu
Tondo ze sceną Zwiastowania i Bożego Narodzenia były umieszczone po obu stronach Koronacja Matki Bożej. El Greco eksperymentujący z efektami światła, barwy i ruchu wpisuje scenę w tondo. Madonna wynurza się z ciemności i oświetlona jest silnym światłem o nieokreślonym źródle. Ulubiona i bardzo bliska malarzowi postać Józefa jest olbrzymia, utopiona w błękitnym odblasku. Pośrodku znajduje się małe Dzieciątko ukazane w niezwykle delikatny sposób, jego ciało jest niemal przezroczyste. Jest częściowo źródłem światła rozświetlającym pomieszczenie.
Scena ukazana jest również z bardzo niskiej perspektywy, na co wskazuje głowa wołu ukazana u dołu obrazu.